# Stilbia faillae
Stilbia faillae is een vlinder uit de familie uilen (Noctuidae). De wetenschappelijke naam is voor het eerst geldig gepubliceerd in 1918 door Pungeler.
De soort komt voor in Europa.